# Cicurina ludoviciana
Espèce
Cicurina ludoviciana est une espèce d'araignées aranéomorphes de la famille des Cicurinidae.

## Distribution
Cette espèce est endémique des États-Unis. Elle se rencontre en Louisiane, en Arkansas, au Missouri, en Illinois, en Indiana, en Nebraska, au Kansas, au Oklahoma et en Nouveau-Mexique.

## Description
La femelle holotype mesure 9 mm.
Les mâles mesurent de 9,00 à 11,50 mm et les femelles de 8,30 à 13,00 mm.

## Systématique et taxinomie
Cette espèce a été décrite par Simon en 1898.

## Étymologie
Son nom d'espèce lui a été donné en référence au lieu de sa découverte, la Louisiane.

## Publication originale
- Simon, 1898 : « Descriptions d'arachnides nouveaux des familles des Agelenidae, Pisauridae, Lycosidae et Oxyopidae. » Annales de la Société entomologique de Belgique, vol. 42, p. 1-34 (texte intégral).